# Пак Ёнми (беженка)
Пак Ёнми (кор. 박연미, англ. Yeonmi Park; род. 4 октября 1993, Хесан) — корейская  правозащитница и журналистка. Беженка из Северной Кореи. В 2007 сбежала в Китай, с 2009 проживала в Южной Корее, с 2014 переехала в Нью Йорк, США, где и проживает на момент декабря 2022 года. Пак происходит из образованной и влиятельной семьи, которая занялась торговлей на чёрном рынке в 1990-х годах во время голода. Через некоторое время её отца отправили в трудовой лагерь за контрабанду, в результате чего семья лишилась главного добытчика и несколько её членов сбежали в Китай. Там Ёнми и её мать попали в руки торговцев людьми, а затем сбежали в Монголию. По состоянию на 2016 год Пак занимается правозащитной деятельностью в отношении жертв торговли людьми.
Всемирная известность пришла к Пак после того, как она произнесла речь на Всемирном молодёжном форуме One Young World в 2014 году в Дублине, там Пак говорила о своём побеге из КНДР. Видеозапись её речи на Youtube просмотрели более 2 миллионов человек. Мемуары Пак «Чтобы выжить: путешествие девушки из Северной Кореи к свободе» (англ. In Order to Live: A North Korean Girl's Journey to Freedom) опубликованы на английском языке в 2015 году.

## Биография

### Детство
Пак родилась 4 октября 1993 года в городе Хесане, расположенном в провинции Янгандо. Её отец Пак Чинсик был служащим администрации Хесана, а мать Пён Кымсук — медсестрой в армии. Желая улучшить материальное положение семьи, Чинсик занялся контрабандой в Пхеньяне, начав проводить там бо́льшую часть года, пока его жена и две дочери (старшая, Ынми, и младшая, Ёнми) жили в Хесане. Семья Пак Ёнми была богатой по северокорейским стандартам, пока отца не приговорили к каторжным работам за нелегальное ведение бизнеса.

### Побег из КНДР
Мнение Пак о Кимах изменилось после просмотра нелегально провезённого в КНДР DVD-диска с фильмом Титаник, после чего она пришла к заключению о том, что северокорейский режим репрессивен по отношению к населению. Пак считает, что фильм научил её настоящей любви и дал почувствовать «вкус свободы».
Спустя некоторое время Пак Чинсик воссоединился с семьёй и начал торопить их, уговаривая бежать в Китай. Старшая дочь, Ынми, бежала в Китай, не уведомив свою семью, и их пути разошлись. Остальные члены семьи Пак бежали при помощи брокеров, которые перевозят северокорейцев в Китай. Христианские миссионеры помогли Пакам переехать в Монголию, а дипломаты из Южной Кореи поспособствовали переезду в Сеул. В 2007 году Пак Ёнми стала работать активисткой за права человека в КНДР

### В Южной Корее
Училась в Донггукском университете.

### В США
В 2014 году она переехала в Нью-Йорк, чтобы закончить работу над мемуарами и расширить свою деятельность в качестве активиста. Спустя год книга вышла под названием «Чтобы выжить: путешествие девушки из Северной Кореи к свободе» (англ. In Order to Live: A North Korean Girl's Journey to Freedom), в которой Пак рассказала о своём жизненном пути от бегства из КНДР до получения высшего образования. Она училась в Барнардском колледже, а в 2016 году поступила в Школу общих исследований Колумбийского университета, где училась по специальности «экономика». В июне 2021 года в интервью телеканалу Fox News Пак поделилась своими впечатлениями от нахождения в Колумбийском университете, высказав мнение, что нынешняя культура политической корректности там ей очень напомнила детство в Северной Корее.